# ويندهام إيفانز
ويندهام إيفانز (بالإنجليزية: Wyndham Evans)‏ (19 مارس 1951 في المملكة المتحدة - ) هو مدرب كرة قدم ولاعب كرة قدم بريطاني في مركز الدفاع. لعب مع ستوك سيتي وسوانزي سيتي ونادي سانت إيلي تاون.

## وصلات خارجية
- ويندهام إيفانز على موقع قاعدة بيانات كرة القدم.إي يو (الإنجليزية)